# 万贵妃 (唐朝)
萬貴妃（?—?），唐高祖李渊的貴妃，她是李渊即位之前的妾室。楚王李智云的生母，李智云因为李建成、李元吉把他遗弃在河东郡所以被隋将阴世师杀害。万贵妃性情恭顺，特蒙高祖的礼遇。由于高祖元配太穆皇后在唐朝建立前逝世，身為實際上的後宮之主，后宫之事都要谘询禀告万贵妃。唐朝的诸王、妃嫔、公主，没有不敬重她的。唐高祖退位后，繼任者唐太宗授她为楚国太妃，萬貴妃薨逝後陪葬献陵。